# Liste der Bodendenkmäler in Schwifting
Auf dieser Seite sind die Bodendenkmäler in der oberbayerischen Gemeinde Schwifting zusammengestellt. Diese Tabelle ist eine Teilliste der Liste der Bodendenkmäler in Bayern. Grundlage ist die Bayerische Denkmalliste, die auf Basis des Bayerischen Denkmalschutzgesetzes vom 1. Oktober 1973 erstmals erstellt wurde und seither durch das Bayerische Landesamt für Denkmalpflege geführt wird. Die folgenden Angaben ersetzen nicht die rechtsverbindliche Auskunft der Denkmalschutzbehörde.

## Bodendenkmäler der Gemeinde Schwifting

### Bodendenkmäler in der Gemarkung Schwifting
| Lage                                   | Objekt | Akten-Nr.     | Bild                                                      |
| -------------------------------------- | --- | ------------- | --------------------------------------------------------- |
| Schwifting (Standort)                  | Körpergräber des frühen Mittelalters. | D-1-7931-0050 |                                                           |
| Schwifting Ammerseestraße 3 (Standort) | Untertägige mittelalterliche und frühneuzeitliche Befunde im Bereich der katholischen Pfarrkirche St. Pankratius in Schwifting und ihrer Vorgängerbauten. | D-1-7931-0098 | Untertägige mittelalterliche und frühneuzeitliche Befunde |
| Schwifting (Standort)                  | Untertägige mittelalterliche und frühneuzeitliche Befunde im Bereich der katholischen Kapelle St. Margaretha in Schwifting und ihrer Vorgängerbauten.     | D-1-7931-0099 | weitere Bilder                                            |